# Acacia pulchella
É um arbusto da família Fabaceae. É endémico da Austrália Ocidental, sendo um dos mais comuns arbustos da mata junto de Perth e Darling Range.
É uma das pouca espécies do género Acacia que possui folhas verdadeiras, em vez de filóides. Possui folhas bipinadas. Na base de cada folha existem dois espinhos. Os botões das flores são de amarelo brilhante e esféricos, com um diâmetro de 1 cm. Floresce no fim do Inverno e começo da Primavera.
Pesquisas recentes sugerem que A. pulchella poderá em algumas circunstâncias suprimir o agente patogénico vegetal, Phytophthora cinnamomi.

## Variedades
Existem 4 variedades reconhecidas:
- A. p. var. glaberrima
- A. p. var. goadbyi
- A. p. var. pulchella
- A. p. var. reflexa